# Josep Samitier
Josep Samitier Vilalta souvent appelé Pepe Samitier, né le 2 février 1902 à Barcelone et mort le 4 mai 1972 dans sa ville natale, est un footballeur international espagnol reconverti entraîneur, qui passe la plus grande partie de sa carrière au FC Barcelone.

## Biographie

Le FC Barcelone, vainqueur de la Coupe d'Espagne de 1928. Debout : Forns (entr.), Mas, Castillo, Llorens, Walter, Guzmán, Carulla et Platko. Assis : Piera, Sastre, Samitier, Arocha et Sagi.

Josep Samitier est entré au FC Barcelone à 17 ans, et se transforme rapidement en joueur emblématique du club. Il est surnommé « l'home llagosta » (l'homme langouste) ou « el màgic » (le magicien). 
Samitier a passé treize ans au FC Barcelone et a gagné 12 Championnats de Catalogne, 5 Coupes d'Espagne et un Championnat d'Espagne, lors de la saison 1928-29. Il est le quatrième meilleur buteur de l'histoire du Barça avec 178 buts, toutes compétitions officielles confondues.
En 1933, il a quitté Barcelone à cause de désaccords économiques pour aller au Real Madrid. Alors qu'il est annoncé à l'Olympique de Marseille, il rejoint en 1936 l'OGC Nice, qu'il entraîne après la fin de sa carrière de joueur en 1938.
En 1944 il revient au Barça en tant qu'entraîneur. Sur la sellette, il offre à Barcelone son premier championnat depuis 1929.

## Palmarès
- Champion d'Espagne (1929)
- Quintuple vainqueur de la coupe d'Espagne
- Duodécuple vainqueur du championnat de Catalogne
- 21 sélections en équipe d'Espagne